# 放逐 (單曲)
《放逐》（放たれる），日本樂團Mr.Children的第6首音樂下載限定單曲。

## 簡介
距離前作《REM》約1年之後發行，是Mr.Children的第6首音樂下載限定單曲。2014年5月24日開放下載。同時也是劇團一人初次執導的電影主題曲。

## 曲目
1. 《放逐》（放たれる）
  - 作詞、作曲：櫻井和壽

櫻井和壽在看完劇本故事後，根據所湧現的意象「猶如籠中傷癒後的鳥兒，再次展翅飛向天空的瞬間」所寫下的歌曲。[2] 希望這首歌是伴隨著沉重陰暗的內心重回自由與光明的場面的最佳BGM。[3]
CD化收錄於第35張單曲《腳步聲～Be Strong》。

## 外部連結
- 歌曲介紹 （页面存档备份，存于） Mr.Children官方網站